# Seznam novozelandskih zdravnikov
Seznam novozelandskih zdravnikov.

## B
- Sir Brian Barratt-Boyes

## G
- Harold Gillies